# Parti démocratique de la Côte d'Ivoire
De Parti démocratique de la Côte d'Ivoire/ Rassemblement Démocratique Africain (PDCI/RDA, d.i. Democratische Partij van Ivoorkust/ Afrikaanse Democratische Groepering) was van 1960 tot 1988 de enige legale partij van Ivoorkust en van 1957 tot 1999 was de partij constant aan de macht.

## Geschiedenis
De PDCI werd na de Tweede Wereldoorlog opgericht door Ivoriaanse nationalisten die zelfbestuur eisten voor de toenmalige kolonie Ivoorkust die deel uitmaakte van Frans-West-Afrika. Op de PDCI gelijkende partijen werden door heel Frans-West-Afrika opgericht en aangesloten bij de door de rijke planter Felix Houphouët-Boigny opgerichte Rassemblement Démocratique Africain. De RDA streefde naar een autonoom (later onafhankelijk) federaal West-Afrika.
In 1958 verkreeg Ivoorkust autonomie met de secretaris-generaal van de PDCI, Auguste Denise als premier. In 1960 werd Ivoorkust onafhankelijk en werd PDCI/RDA voorzitter Felix Houphouët-Boigny tot president van Ivoorkust benoemd. Na Ivoorkust verkregen meerdere koloniën van Frans-West-Afrika onafhankelijkheid. De West-Afrikaanse federatie bleef echter een dode letter.
Na het overlijden van Houphouët-Boigny in 1993 werd Henri Conan Bédié, eveneens lid van de PDCI/RDA, president van Ivoorkust. Hij kwam bij een staatsgreep in december 1999 ten val en week uit naar het buitenland. Na 2010 werkte de PDCI aanvankelijk samen met president Ouattara, maar het kwam tot een breuk. Bij de verkiezingen van 2020 was Conan Bédié aanvankelijk weer kandidaat, maar met de rest van de oppositie trok hij zich terug wegens gebrek van vertrouwen in de onafhankelijkheid van de kiescommissie.

## Prominente PDCI leden
- Felix Houphouët-Boigny (voorzitter van de PDCI en president van Ivoorkust van 1960 tot 1993)
- Auguste Denise (secretaris-generaal van de PDCI tot 1959, premier van Ivoorkust 1958-1959)
- Henri Conan Bédié (voorzitter van de PDCI sinds 1993 en president van Ivoorkust van 1993 tot 1999)
- Philippe Yacé (secretaris-generaal van de PDCI van 1959 tot 1980 en voorzitter van het parlement tot 1980)